# شکار لاشخور
شکار لاشخور (به انگلیسی: Scavenger Hunt) فیلمی به کارگردانی مایکل شولتز، نویسندگی هنری هارپر و جان تامسون و استیون وایل، گری وولری و تهیه‌کنندگی ملوین سیمون محصول سال ۱۹۷۹ میلادی است.